# 长福桥 (杭州)
长福桥，位于中华人民共和国浙江省杭州市临平区运河街道，是浙江省省级文物保护单位之一。
2017年1月19日，长福桥被列入第七批浙江省文物保护单位，该文物保护单位是一座古建筑。